# Meropeidae
Meropeidae es una familia de insectos del orden Mecoptera que aloja tres especies vivas. Las especies son Merope tuber de América del Norte, Austromerope poultoni del oeste de Australia, y A. brasiliensis de Sudamérica. Se desconoce la biología de estas especies, y nunca se han observado sus larvas. La distribución disjunta sugiere que tuvieron un origen común antes de que se fraccionara el antiguo supercontinente de Pangaea. Existen dos géneros extintos, Boreomerope antiqua Novokschonov de mediados del Jurásico en Siberia y Thaumatomerope con cuatro especies descriptas todos de la formación Madygen en Kirguistán; por ello se considera a los miembros vivos de esta familia fósiles vivos. Estos insectos son de interés especial por su posición que se cree basal en el orden Mecoptera. A veces se excluye a Thaumatomerope de Meropeidae, y en cambio se la incluye en Eomeropidae, o su propia familia monotipo, "Thaumatomeropidae."* 
Anteriormente la familia se denominaba "Meropidae" pero ello genera confusión con la familia homónima de aves Meropidae. La denominación Meropeidae fue adoptada para esta familia de insectos por ICZN en Opinion 140 de 1943.